# Avenue de la République (Pierrefitte-sur-Seine)
Pour les articles homonymes, voir Avenue de la République.
L'avenue de Paris est une des voies de communication les plus anciennes de Pierrefitte-sur-Seine.

## Situation et accès

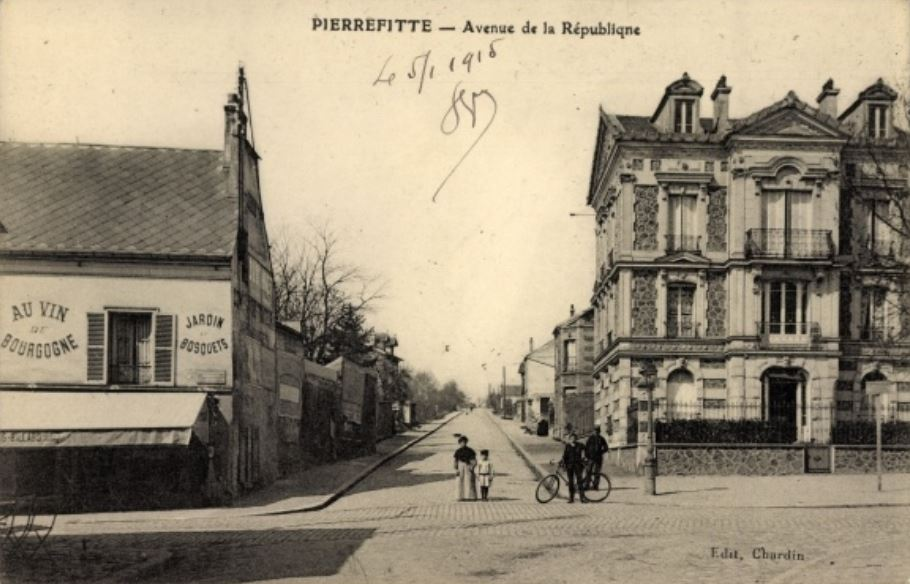
Pierrefitte, avenue de la République.

Commençant à l'ouest, à la lisière de Montmagny, l'avenue de la République croise la rue de la Butte-Pinson, anciennement route stratégique.
La Butte-Pinson est une formation géologique naturelle, créée par l'érosion de la cuesta du Bassin parisien à l'époque de l'Oligocène.
L'avenue de la République longe ensuite le Parc de la République auquel elle a donné son nom. Elle forme ensuite le point de départ, au sud, de la rue Jacques-Petit et de l'allée Kalendia. Elle se termine au carrefour de la rue de Paris, de l'avenue du Général-Gallieni et du boulevard Charles-de-Gaulle, qui est dans son alignement.

## Origine du nom

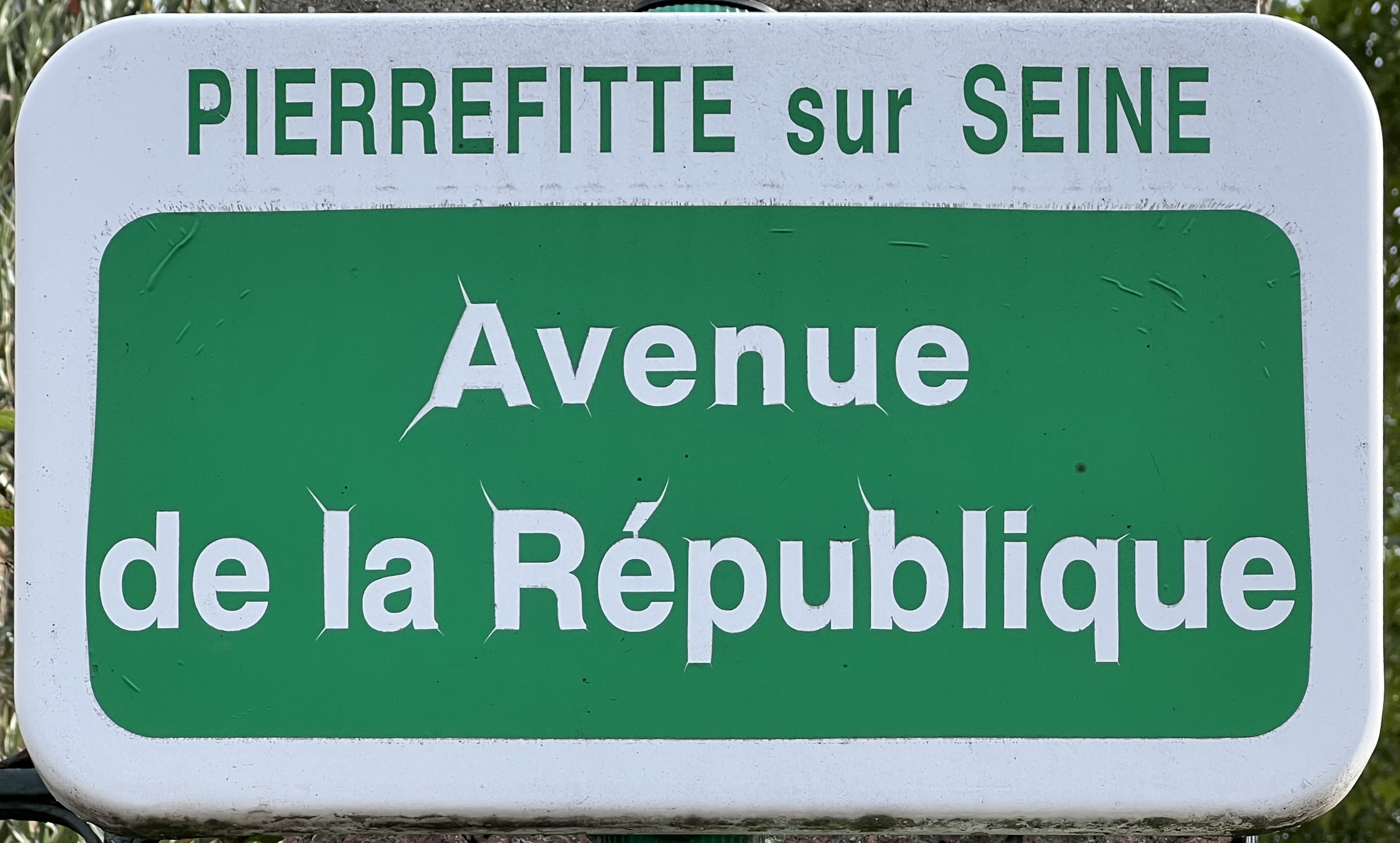
Plaque de l'avenue.

Cette avenue, située sur la route de Calais, a porté le nom de Chemin de Montmagny. Par délibération du conseil municipal du 26 septembre 1896, elle est renommée ainsi en l'honneur de la Troisième République et plus généralement de la République Française.

## Historique
Le 26 août 1944, à cet endroit, des soldats allemands fusillèrent neuf otages en représailles contre l'assassinat d'un des leurs par un membre des Forces françaises de l'intérieur,. Les victimes sont: Henri Videau, André Voillot, Louis Lebrun, Maurice Gabrillague, Marius Pommier, Aimé Letilleul, Albert Lucas, Félix Thiolat et Paul Nicolaï.
Le lendemain, après le départ des Allemands et lors de l'arrivée de la 2e division blindée, à la demande de la population, neuf soldats allemands prisonniers de guerre, sont fusillés au même endroit, sous les ordres du Commandant Masson.

## Bâtiments remarquables et lieux de mémoire
- Parc Régional de la Butte-Pinson[6].
- Parc de la République.
- Au numéro 60, se trouve une stèle "à la mémoire des fusillés de Pierrefitte-sur-Seine"[7].

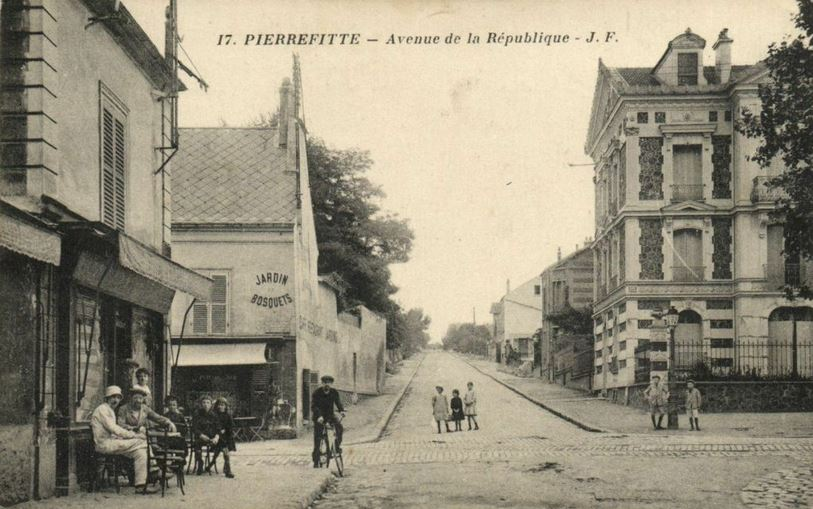
Avenue de la République.
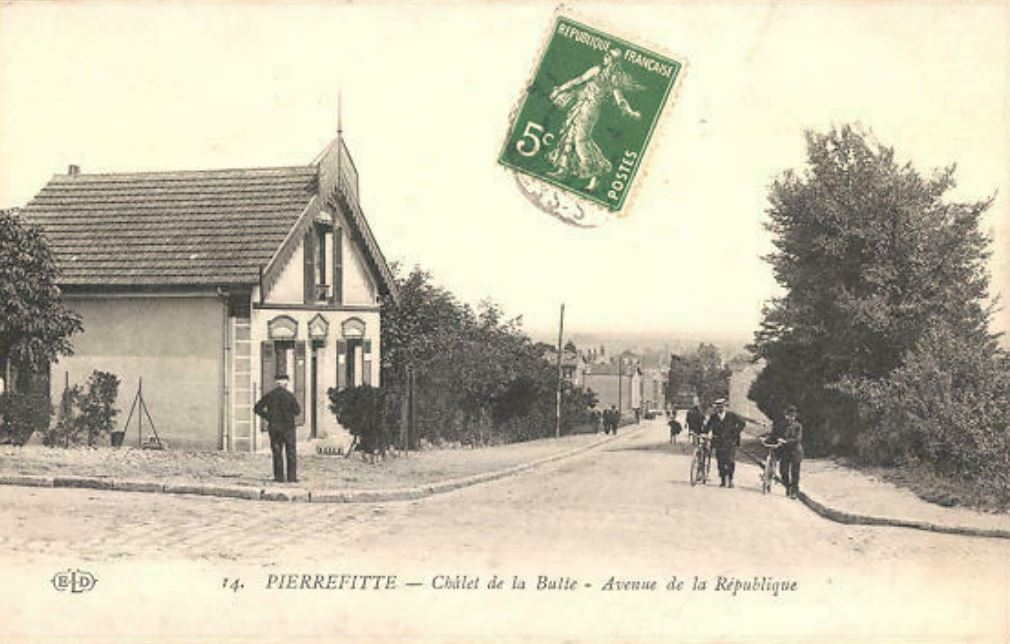
Le chalet de la Butte-Pinson.
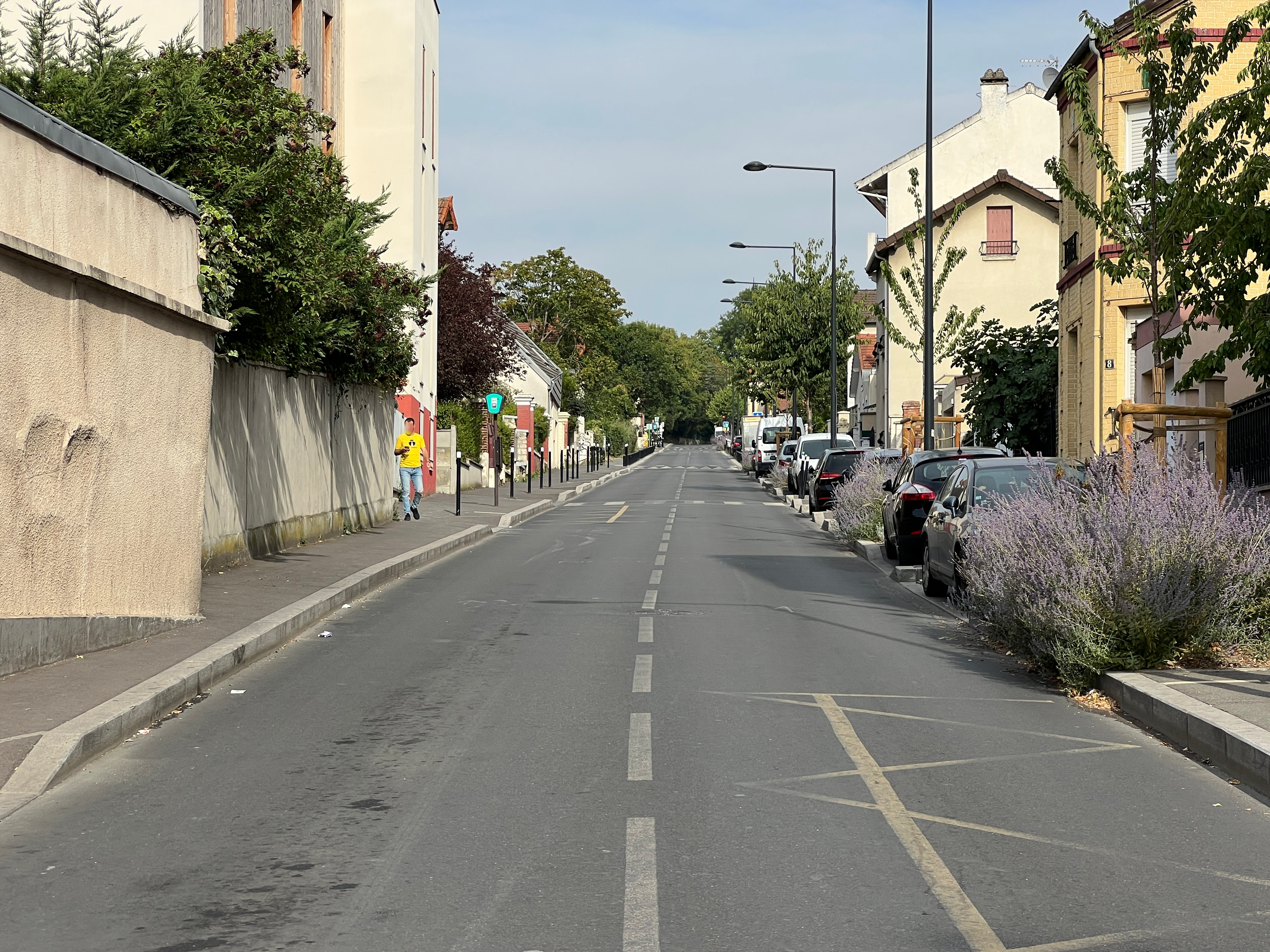
L'avenue en août 2022.